# サヤーム・トゥラギット
「サヤーム・トゥラギット」（สยามธุรกิจ）は、タイ王国のタイ語経済新聞。1994年12月19日に創刊。サヤーム・トゥラギット･メディア社（สยามธุรกิจมีเดีย）が発行。公称12万部。

## 概要
サヤーム・トゥラギット紙は、1994年8月に創設され、1994年12月19日に初版を発行。水曜日と土曜日のみ。国内で12万部発行。大部分がバンコク都内で販売される。